# Пузырёв, Иван Петрович
Ива́н Петро́вич Пузырёв (15 июня 1883, Санкт-Петербург, Российская империя — 4 сентября 1914, там же) — русский предприниматель, один из основоположников автомобильной промышленности в России.

## Биография
Иван Петрович Пузырёв родился 15 июня 1883 года в Санкт-Петербурге в обеспеченной семье. Его отцом был генерал-майор от артиллерии Пётр Иванович Пузырёв, мать — Юлия Яколевна Пузырёва (урождённая Прозорова), дядя — Алексей Яковлевич Прозоров, председатель Санкт-Петербургского биржевого комитета, член III Государственной думы от города Санкт-Петербурга. Получил высшее юридическое образование.
Будучи увлечённым автомобилистом, Пузырёв посетил в 1907 году «Первую международную выставку автомобилей, велосипедов и спорта» в Санкт-Петербурге, где заключил контракт с немецким дистрибутором запасных частей фирмой «Зорге и Забек» (нем. Sorge & Sabeck) о представлении их интересов в Российской империи. В том же году открыл в Петербурге магазин «Автомобильный материал И. П. Пузырёв» и издал каталог запасных частей, в котором было представлено около 600 наименований изделий, поставлявшихся его немецким партнёром — это был крупнейший в России склад автозапчастей на тот момент. За 2 года Пузырёв наладил прямые контакты с производителями автозапчастей и отказался от дальнейшего сотрудничества с «Зорге и Забеком» на том основании, что они, будучи посредником, завышают цены.

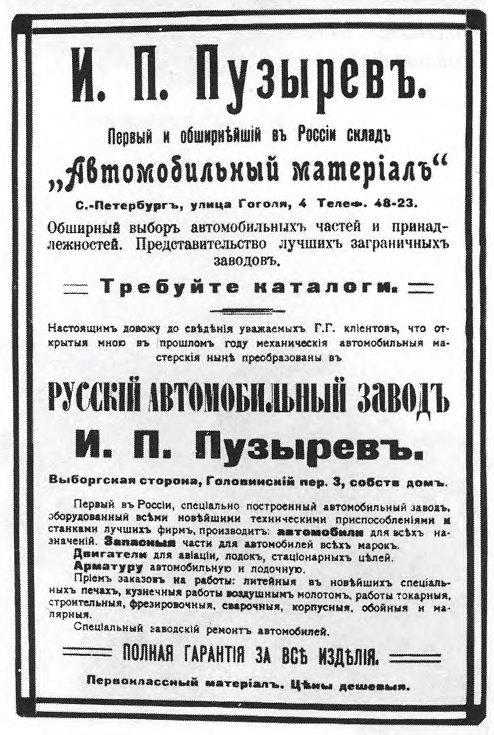
Реклама магазина Пузырёва, 1909

В августе 1909 года в районе Чёрной Речки в Петербурге открыл завод по производству собственных запчастей и ремонту автомобилей под названием «Русский автомобильный завод И. П. Пузырёва» (РАЗИПП). На заводе было налажено производство шестерней, валов, картеров и цилиндров двигателей по требованию заказчиков.
На тот момент в России практически не было собственного автомобильного производства — лишь «Руссо-Балт» производства Русско-Балтийского вагонного завода в Риге (современная Латвия) и несколько небольших сборочных предприятий, собиравших автомобили из иностранных деталей (обычно по лицензии). Ивана Петровича это не устраивало, он собирался «постепенно создать и выработать тип специально русского автомобиля, отвечающего требованиям передвижения в России, применительно к особенностям наших путей сообщения».
Уже имея опыт производства запчастей и ремонта автомобилей, он знал, в чём были основные проблемы иностранных марок применительно к российским условиям эксплуатации. Несмотря на отсутствие инженерного образования, Пузырёв самостоятельно занялся разработкой автомобиля — в том числе, двигателя, трансмиссии, подвески и кузова. Зимой 1911 года был изготовлен первый автомобиль собственной конструкции модели «Пузырёв 28/35». За основу был взят автомобиль американской компании «Case», автомобиль имел кузов дубль-фаэтон, он был оснащён 4-цилиндровым двигателем объёмом 5,2 литра и мощностью 35 лошадиных сил. Бо́льшая часть комплектующих производилась самостоятельно, заготовки для рамы и шины фирма закупала у российских производителей, лишь карбюратор и магнето были импортными (в дальнейшем Пузырёв нашёл производителя магнето в подмосковном Подольске).
В том же 1911 году был разработан и изготовлен автомобиль повышенной мощности (40 лошадиных сил) модели «Пузырёв А28/40». Он был сделан по заказу графа Александра Мордвинова — обладателя всероссийского рекорда скорости 1909 года. В этой модели было несколько патентованных изменений, превосходивших даже иностранные образцы: так в коробке передач шестерни находились в постоянном зацеплении, а передачи включались кулачковыми муфтами, что позволяло избежать рывков и скрежета, характерных для большинства тогдашних автомобилей. Многие детали, в частности картеры двигателя, коробки передач и дифференциала, были изготовлены из алюминиевых сплавов. Рычаги переключения передач и тормоза размещались не снаружи кузова, как было принято на автомобилях того времени, а внутри него. Автомобиль имел усиленные рессоры и дорожный просвет 320 мм.

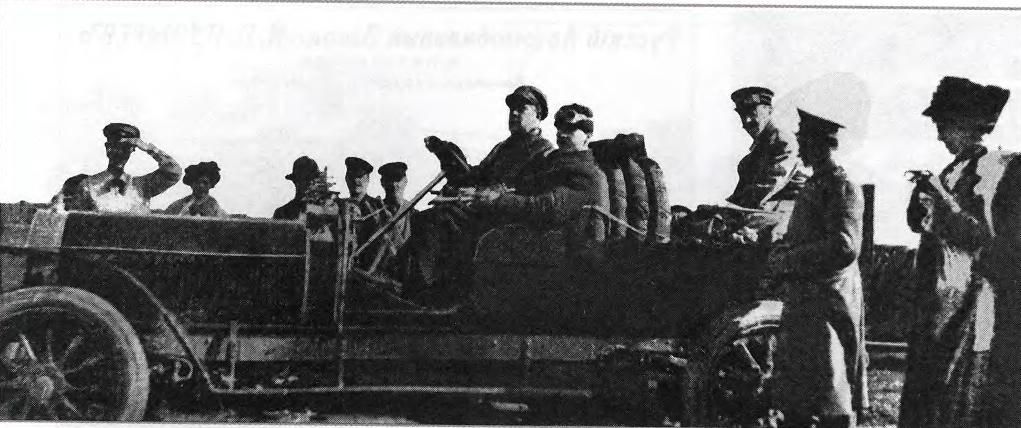
Пузырёв на автопробеге Санкт-Петербург — Рига

Пузырёв сам совершил на своём автомобиле автопробег по маршруту Санкт-Петербург — Рига — Санкт-Петербург, а также, возможно, и Санкт-Петербург — Париж — Санкт-Петербург, но подтверждением тому могут служить лишь несколько газетных заметок тех лет. Росло и производство — так если в 1910 году на заводе работали лишь 3 человека, то к 1910 году их было уже 80, а в 1912 году там было занято уже 98 сотрудников.
Проблемой автомобилей Пузырёва была их высокая цена: 5200 рублей за простое шасси и от 6200 рублей до 8000 рублей за автомобиль, укомплектованный кузовом (для сравнения — в 1912 году новые американские автомобили марки «Ford» продавались с доставкой до любой железнодорожной станции европейской части России по цене от 1965 до 3175 рублей, автомобили «Studebaker» — от 2600 до 3500 рублей).
Поскольку частные лица не спешили покупать автомобили Пузырёва, он решил предложить их военному министерству. Имея отца-генерала и дядю-депутата Государственной думы, ему удалось выйти на высших чиновников военного ведомства. Сохранилась резолюция, наложенная начальником генерального штаба российской армии Яковом Жилинским на докладную записку о закупке автомобилей: «Надо поощрить и ген. Пузырёва и купить ту машину, которую я видел».
Иван Петрович предлагал министерству приобрести сразу до 25 автомобилей — по цене 7150 рублей за модель «А28/40», если закупаемая партия составит до трёх автомобилей, и по цене 7150 рублей при закупке более 10 машин «в полном снаряжении, без запасных шин». Однако, министерство решило ограничиться для начала лишь двумя автомобилями, передав Ивану Петровичу заказ на первый из них 16 декабря 1911 года, а на второй — 20 февраля 1912 года. Однако, автомобили не были поставлены в срок, и 31 мая 1912 года военное министерство направило Пузырёву извещение: «В случае если с Вашей стороны не последует подтверждения указанных нарядов в течение 7-ми дневного срока со дня сдачи Вам настоящего извещения, то Отдел будет считать это за отказ Ваш от поставки и оставляет за собой право использовать на другие надобности тот кредит, который предназначался в уплату за заказанные Вам два автомобиля». Пузырёв запросил об отсрочке исполнения заказа на первую машину до 10 июля и до 5 сентября — на вторую, мотивировав это забастовкой на его заводе. Военные чиновники согласились, но попросили уплатить гербовый сбор, который служил бы гарантией выполнения заказа.
Однако, и в новые сроки машины поставлены не были, а гербовый сбор не был уплачен. 14 августа генерал Филипп Добрышин поручил командиру Учебной автомобильной роты подполковнику Секретеву лично осмотреть завод. По итогам поездки Добрышин доложил начальнику генерального штаба Жилинскому: «По справкам известно, что фирма „Пузырёв“, находившаяся на пути к краху, в самое последнее время, как будто бы, нашла во Франции капиталы для развития дела и должна вскоре оправиться». Жилинский наложил резолюцию: «Оставить в силе заказ, а на будущее время относиться к этому заводу осторожно». Лишь 3 сентября Пузырёв оплатил гербовый сбор, а автомобили были всё же поставлены военному министерству — 2 ноября и 15 декабря 1912 года.
Фирма Пузырёва действительно испытывала серьёзные финансовые проблемы. Собственное производство практически прекратилось, завод занимался преимущественно ремонтом автомобилей — в основном других марок. В результате, в начале 1913 года компания была преобразована в акционерное общество с участием французского капитала (по другим данным, Пузырёв собирался возобновить производство при участии знаменитой в то время испанской автомобильной компании «Hispano-Suiza»). Однако, Пузырёв принял решение участвовать в IV Международной автомобильной выставке 1913 года в Санкт-Петербурге, где он продемонстрировал 3 автомобиля: 2 машины модели «А28/40» с закрытым кузовом лимузин и с 7-местным открытым кузовом торпедо военного образца и спортивное шасси с верхнеклапанным двигателем.

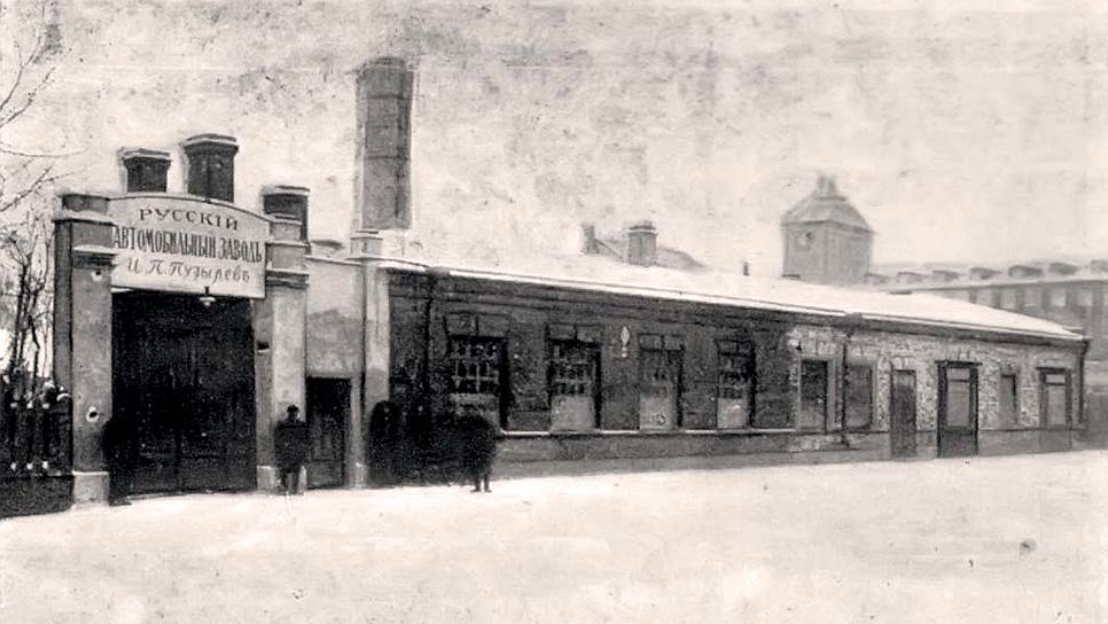
Фабрика Пузырёва в Санкт-Петербурге

8 января 1914 года военному министру Владимиру Сухомлинову поступили 2 письма. Первое было от Ивана Пузырёва, который уже не просил военных заказов, но лишь опционов на них для возможности привлечения капиталов: «Со своей стороны, получив уведомление о благоприятном для меня решении вопроса, я, приступив к расширению Завода, буду немедленно готовиться к изготовлению автомобилей тех типов, которые будет угодно заказать Военному Ведомству. Расширение Завода может быть произведено в один-полтора года времени, а, следовательно, уже во второй половине 1915-го года Завод будет в состоянии приступить к выполнению заказов Военного Ведомства». Второе — от генерал-майора в отставке Константина Дружинина, который ходатайствовал о заводе Пузырева: «Основатель Русского Завода просит от Военного Ведомства весьма немного — только обещания на будущие заказы — и считает этого достаточным для получения кредитов на расширение своего предприятия.» Однако, Пузырёв не успел получить ответа от военного министра: того же 8 января 1914 года на заводе РАЗИПП произошёл пожар, полностью уничтоживший восемь готовых автомобилей и ещё 15 машинокомплектов. Общий ущерб составил 52 000 рублей, а страховка покрывала лишь половину этой суммы.
4 сентября 1914 года он скончался в Петербурге, и ещё через три дня его тело было похоронено на Никольском кладбище Александро-Невской Лавры.
Всего с 1911 по 1914 РАЗИПП выпустил около 40 автомобилей под маркой «Пузырёв» всех моделей. Ни один из них не сохранился — последнее упоминание об автомобиле этой марки относится к 1923 году, когда на одном из них был установлен рекорд скорости в 99 километров в час при заезде на одну версту со стартом с места.
После смерти предпринимателя основанное им предприятие не исчезло. В условиях начавшейся Первой мировой войны было налажено производство двигателей внутреннего сгорания для траншейных прожекторных станций и запчастей к ним. В момент германского наступления на Петроград фабрика была эвакуирована в Симбирск (ныне Ульяновск), а в советское время на её основе было начато производство небольших стационарных моторов. Во время Великой Отечественной войны в его цехах разместилось вывезенное из Москвы оборудование с Завода имени Сталина и было организовано производство грузовиков. В дальнейшем завод был преобразован в Ульяновский автомобильный завод, где с 1954 года выпускаются автомобили повышенной проходимости под маркой «УАЗ».

## Автомобили
|                                   | Пузырёв 23/32            | Пузырёв 28/35            | Пузырёв А28/40                 |
| --------------------------------- | ------------------------ | ------------------------ | ------------------------------ |
| Изображение                       |                          |                          |                                |
| Годы производства                 | 1911—1912                | 1911—1912                | 1912—1914                      |
| Тип кузова                        |                          |                          | торпедо, дубль-фаэтон, лимузин |
| Число мест                        | 5                        | 5                        | 5—7                            |
| Тип двигателя                     | 4-тактный, карбюраторный | 4-тактный, карбюраторный | 4-тактный, карбюраторный       |
| Число цилиндров                   | 4                        | 4                        | 4                              |
| Рабочий объём, см3                | 5125                     | 5130                     | 6325                           |
| Мощность, л. с.                   | 32 при 1200 об./мин.     | 35 при 1200 об./мин.     | 40 при 1200 об./мин.           |
| Число передач                     | 4                        | 3                        | 4                              |
| Передача                          | в виде карданного вала   | в виде карданного вала   | в виде карданного вала         |
| Длина, мм                         |                          | 4120                     | 4700                           |
| База, мм                          | 2950                     | 3000                     | 3320                           |
| Колея, мм                         |                          | 1400                     | 1400                           |
| Размер шин, мм                    |                          |                          | 880×1200                       |
| Масса в снаряжённом состоянии, кг |                          |                          | около 1900                     |
| Наибольшая скорость, км/ч         | 70                       | 70                       | 80                             |
| Примечания                        | Источник                 | Источник                 | Источники                      |

## Комментарии
1. ↑  Сведения об этом автомобиле имеются только в книге Келли, в других источниках информация о его существовании отсутствует.